# Weißeritzmühlgraben
Der Weißeritzmühlgraben war ein durch die Weißeritz gespeister, künstlicher Wasserlauf in der Dresdner Innenstadt. Er ist von herausragender Bedeutung für die Industriegeschichte der Stadt.

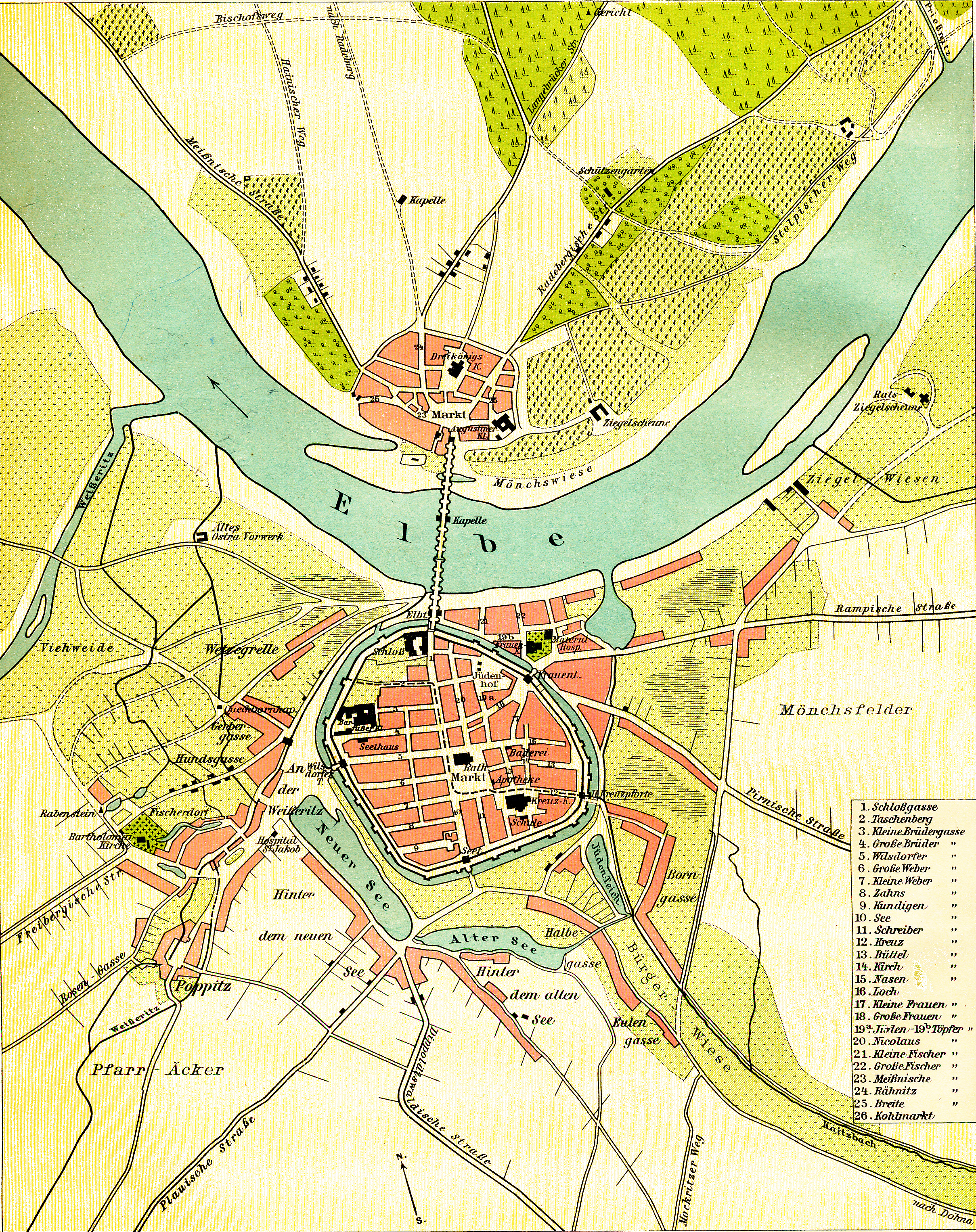
Dresden um 1500 mit dem Unterlauf des Weißeritzmühlgrabens

## Verlauf und Geologie

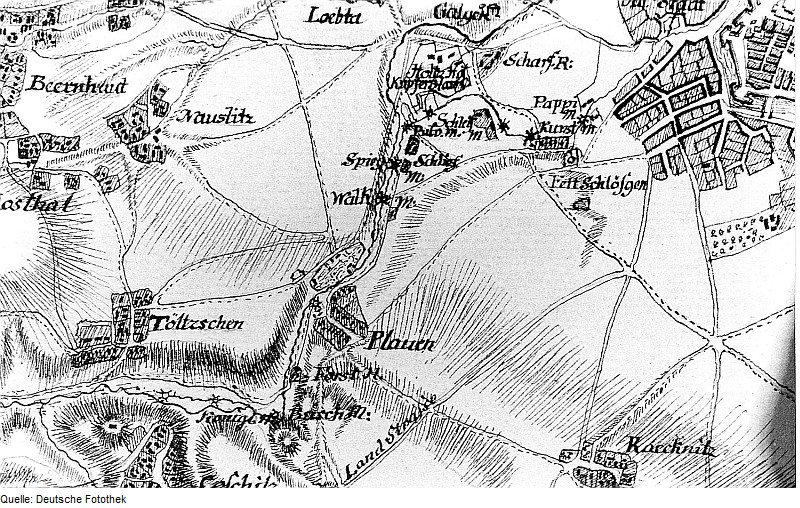
Weißeritz mit abzweigendem Weißeritzmühlgraben, an dem Pulver-, Schleif-, Papiermühle und Floßhof liegen

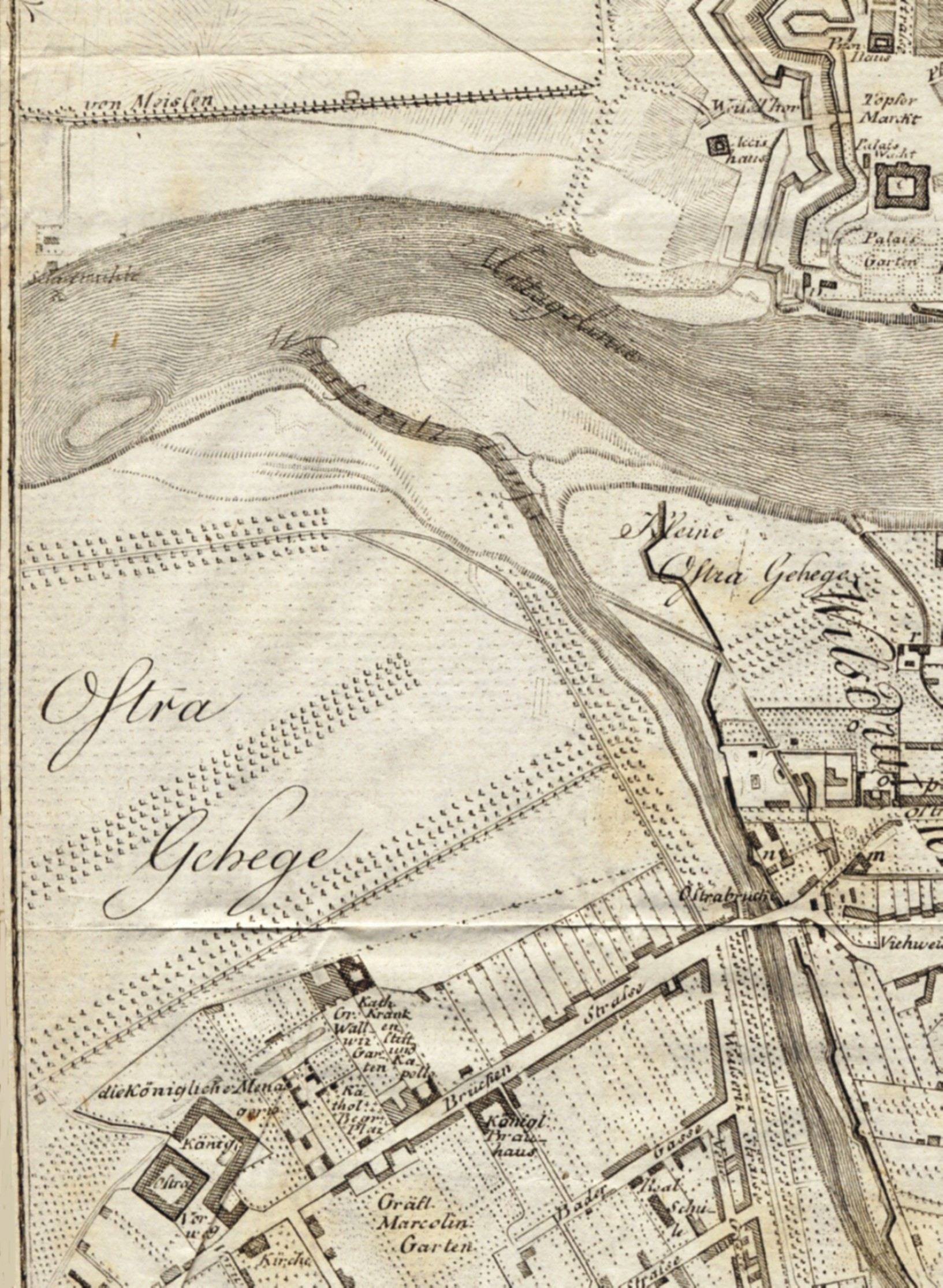
Ehemalige Einmündung der Weißeritz im Osten des Großen Ostrageheges mit dem kurz vorher zufließenden Weißeritzmühlgraben (ca. 1809)

Der Weißeritzmühlgraben entstand historisch aus einem der Altarme der Weißeritz, die diese nach Verlassen des Plauenschen Grundes – ein Durchbruchstal der Weißeritz zwischen dem Stadtteil Potschappel der heutigen Stadt Freital und der Dresdner Elbtalweitung – ausbildete. Die naturgeschichtlich entstandene Auenlandschaft mit zahllosen Armen und Altarmen wurde allerdings im Übergang von den Talwänden der Weißeritz und den Hängen der Elbe, durch eine besondere Geländeform begrenzt, die östlich gesehen als Hahneberg noch heute namentlich präsent ist.
Als – offensichtlich – wasserstarker Altarm wurde er ab dem 14. Jahrhundert technisch genutzt und seitdem auch ausgebaut, obwohl er von dem eigentlichen Flussbett fast durchgehend etwa 800 Meter entfernt war, am weitesten in Höhe Postplatz, wo er vor dem Wilsdruffer Tor die Altstadt tangierte.
Der Weißeritzmühlgraben nahm – in seinem letzten Bestand – seinen Anfang als orographisch rechter Abzweig der Weißeritz an einem Wehr, das etwa 200 Meter unterhalb der heutigen Brücke Würzburger Straße, direkt an der Grenze zwischen Plauen und Löbtau lag. Hier wurde regulär der Weißeritz der Hauptteil ihres Wassers entzogen. Mehrfach geändert und umgebaut folgte im Letztzustand ein Kanal grob nordöstlich zunächst in etwa der heutigen Fabrikstraße, um nördlich der Nossener Brücke die Bahnstrecke Dresden–Werdau ostwärts zu unterqueren. Danach wendete er sich erneut nach Nordosten und führte nunmehr zwischen der Bahnlinie und der heutigen Feldschlößchenstraße entlang.
Anschließend querte er den heutigen 26er Ring und verlief nun durch die Wilsdruffer Vorstadt, im letzten Ausbauzustand direkt unterhalb der Annenstraße. Hier passierte der Weißeritzmühlgraben die frühere Herkuleskeule und die Annenkirche. Der weitere Verlauf ist durch Schuttaufschüttungen nach den Zerstörungen der Luftangriffe auf Dresden nicht mehr erkennbar: Der an der Annenkirche bestehende Höhenunterschied von etwa sechs Metern ist heute ebenso wenig erkennbar, wie etwa dessen weiterer Verlauf in Richtung auf das Schauspielhaus. 
Der letzte Abschnitt führte durch der Herzogin Garten vorbei zum Erlweinspeicher, wo er die Elbe erreichte. In der Wilsdruffer Vorstadt wurde er zwar zunächst von einer Brücke der Ostra-Allee überquert, die aber später einer vollständigen Einhausung des Mühlgrabens wich: In diesem Bereich war bei dessen Schließung 1937 lediglich ein kurzer Abschnitt zwischen der Ostra-Allee und der Devrientstraße noch offen. Die ehemalige Mündung liegt in Höhe des Kongresszentrums. Seine Gesamtlänge betrug ungefähr vier Kilometer.
Das Bett des Weißeritzmühlgrabens liegt auf Grund der ihn umgebenden geologischen Verhältnisse innerhalb des Schwemmkegels der Weißeritz. Der Verlauf des Grabens erstreckt sich ab etwa der Eisenbahntrasse Hauptbahnhof–Bahnhof Mitte entlang des östlichen Randes dieser von Weißeritzgeröllen geprägten Zone, in denen sich Anteile vom Monzonit aus dem Plauenschen Grund und von Gneisen der Erzgebirgsregion finden. Östlich seines Verlaufes schließen sich Lehme und Kiese der Elster-2-Grundmoräne (Elstereiszeit) an, die auch die Talflanken der Weißeritz bedecken.
Im Bereich der ehemaligen Dresdner Papierfabrik (im Gleisdreieck an der Freiberger Straße) wurde im Jahr 1861 zur Wassergewinnung eine Bohrung niedergebracht, die eine Gesamttiefe von 110,0 Metern erreichte. Sie förderte Wasser mit eigener Auftriebskraft und bildete dadurch einen Artesischen Brunnen. Das auf diese Weise gewonnene Wasser stammte aus tieferen Schichten, wasserführende kreidezeitliche Sedimente (Pläner, Sandstein) unter den eiszeitlichen Geröllen, Sanden und Schluffen. Von der Oberfläche bis in eine Tiefe von 11,5 Metern wurden im Bohrprofil grobe Kiese festgestellt, die dem Schwemmkegel der Weißeritz entsprechen. Das ursprüngliche Bett der Weißeritz war von Werdern und Altarmen gekennzeichnet, in dessen Bereich der Verlauf des Weißeritzmühlgrabens ein Teil der Oberflächenwasserführung darstellt.

## Geschichte

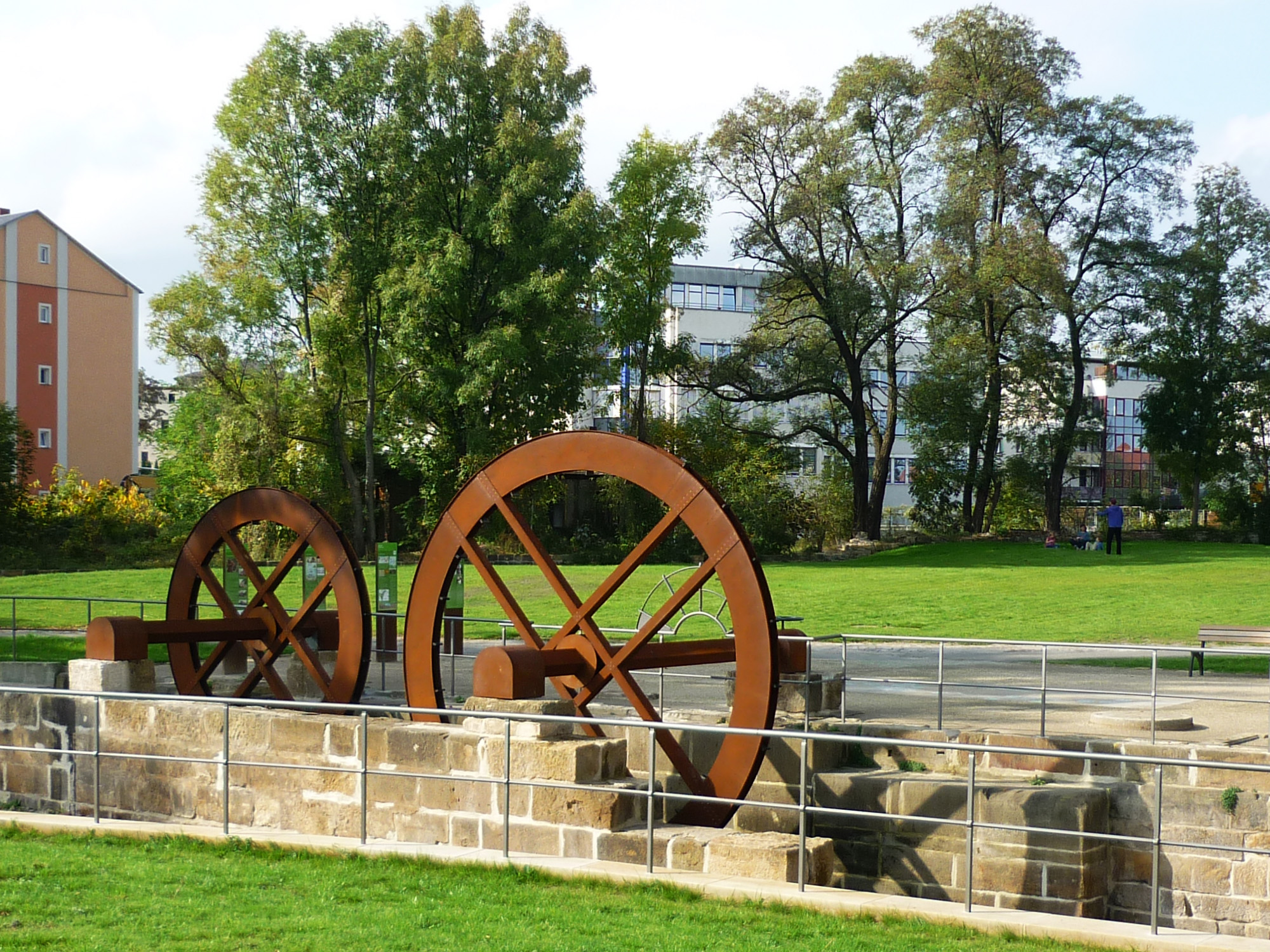
Ehemaliger Weißeritzmühlgraben im Pulvermühlenpark in Dresden-Löbtau

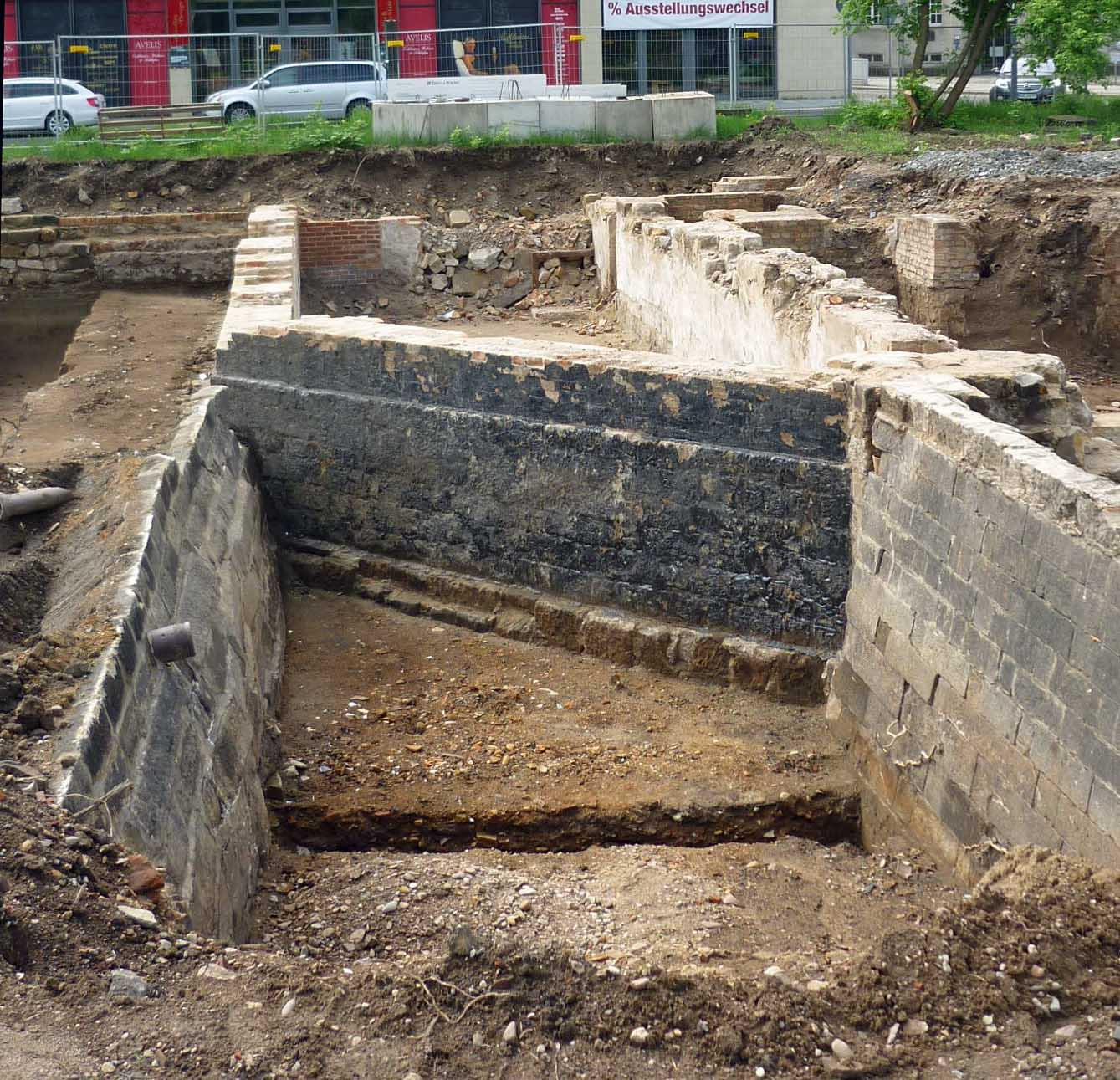
Ehemaliger Weißeritzmühlgraben in der Altstadt

Der Weißeritzmühlgraben entstand im 15. Jahrhundert, um Wassermühlen verschiedener Art in der wachsenden Hauptstadt Sachsens und deren westlichen Vororten anzutreiben. Ferner hatte er in seinem oberen Abschnitt bis ins 18. Jahrhundert die Funktion eines Floßgrabens, auf dem erzgebirgisches Bau- und Brennholz transportiert wurde. Auf Grund des beschleunigten technischen Fortschritts wurde der Weißeritzmühlgraben gegen Ende des 19. Jahrhunderts immer weniger genutzt. Zudem erwies er sich zunehmend als städtebauliches Hindernis und wurde abschnittsweise in unterirdische Gewölbe verlegt. Nicht zuletzt war er durch seine von eingeleitetem Ab- und Regenwasser verursachte starke Verunreinigung eine Geruchsbelästigung geworden und somit ein ernsthaftes hygienisches Problem. Dieser Niedergang führte schließlich am 9. Oktober 1937 zur dauerhaften Abriegelung des Abzweigs in Löbtau und somit zur endgültigen Stilllegung des Kanals. Zu diesem Zeitpunkt verlief er ohnehin nur noch an wenigen Stellen oberirdisch. Im Laufe der Jahre wurden die verbliebenen Reste zugeschüttet oder zu Luftschutzkellern umfunktioniert, was vielen Dresdnern während der Luftangriffe von 1945 das Leben rettete. Infolge des veränderten Neuaufbaus weiter Teile der Wilsdruffer Vorstadt nach dem Zweiten Weltkrieg wurde das historische Stadtteilgefüge zerstört und damit auch der ehemalige Weißeritzmühlgraben weitestgehend überbaut. Heute erinnern nur noch sehr vereinzelte Spuren an ihn. So existiert in der Nähe der Nossener Brücke eine Straße namens Am Weißeritzmühlgraben. Außerdem gibt es die Floßhofstraße und die Papiermühlengasse, welche beide nach früher ansässigen Betrieben benannt sind. Im Rahmen der Schaffung einer öffentlichen Parkanlage am Weißeritzufer wurde bis 2015 ein 45 Meter langes Teilstück des Grabens sowie die Grube des Wasserrades der Pulvermühle freigelegt. An dieser Stelle entstand bis zu diesem Zeitpunkt außerdem ein kleines Dokumentationszentrum über den Weißeritzmühlgraben.
Bei archäologischen Grabungen in der Altstadt wurden Überreste des Weißeritzmühlgrabens an der Hertha-Lindner-Straße gefunden.

## Nutzung
Der Weißeritzmühlgraben wurde in äußerst vielfältiger Art und Weise genutzt, da Wasser über lange Zeit die einzige effektive Energiequelle war. An seinen Ufern bestanden zeitweise über 20 Einrichtungen, vor allem Mahlwerke, die von seiner Kraft abhängig waren. Dazu zählten neben klassischen Getreidemühlen auch je eine Papier-, Schmelz-, Walk-, Gewürz-, Öl-, Säge- und Nudelmühle. Ferner waren zwei Tabakmühlen, ein Hammerwerk zur Metallbearbeitung, der Silberhammer, Schlachthöfe, Gerbereien und der Floßhof, der Endpunkt des aus dem Erzgebirge auf der Weißeritz herbeigeflößten Holzes, ansässig.
Die um 1770 gegründete Nudelmühle war ein vom italienischen Schauspieler Antonio Bertoldi gegründetes Unternehmen am Unterlauf des Weißeritzmühlgraben. Die Nudelmühle wurde auch als Maccaroni- oder Italienische Nudelmühle bezeichnet. Zu ihr gehörte die volkstümliche Schankwirtschaft Alte Nudelmühle. Nach dem Abbruch im Jahr 1913 wurde sie an der gleichen Stelle in einem Neubau weitergeführt. Die Nudelmühle brannte 1945 aus und wurde anschließend abgebrochen.
Von besonderer Bedeutung und Bekanntheit waren schließlich die drei kurfürstlichen Werke. Dazu zählte die Pulvermühle, in der kriegswichtiges Schießpulver hergestellt wurde und die darüber hinaus die Durchführung prachtvoller Feuerwerke am Dresdner Hof ermöglichte. Ebenfalls unerlässlich für die Landesverteidigung war das Kanonenbohrwerk. Die dritte staatliche Einrichtung war die Spiegelschleife, die Edelsteine und Spiegelglas für den Kurfürstenhof lieferte.
Auf diese Weise war der Graben mit seinen Mühlrädern und späteren Turbinen für einen jahrhundertelangen Zeitraum immens wichtig für die Versorgung der Stadt und des Landes. So wurden mit seiner Hilfe beispielsweise Nahrungsmittel hergestellt und Münzen geprägt.
Im Bereich der ehemaligen Pulvermühle wurde im Oktober 2014 der Pulvermühlenpark der Öffentlichkeit übergeben.

## Ehemalige Mühlen und Fabrikanlagen am Weißeritzmühlgraben
- Walkmühle (um 1550/60 erbaut, 1934 abgebrochen)
- Spiegelschleife (um 1700 als Eisenhammer erbaut, ab 1712 Schleif- und Poliermühle)
- Pulvermühle (1576 erbaut von Paul Buchner, mehrmals explodiert, 1875 stillgelegt, später Getreidemahlmühle)
- Kanonenbohrwerk (1554 als Kupferhammer, ab 1765 Bohrwerk)
- Polier- und Schleifmühle (Würzmühle) (1550/76 erbaut, 1895 abgebrochen)
- Kunadmühle (um 1500 als Getreidemahlmühle erbaut, 1895 abgebrochen)
- Papiermühle (vor 1493 erbaut, bis 1914 in Betrieb)
- Poppitzer Mühle (Tabakmühle) (seit 1766 in Betrieb, 1865 abgebrannt)
- Hofmühle (Beisertmühle) (um 1400 als Getreidemahlmühle, 1937 stillgelegt)
- Bäckermühle (Beisertmühle) (1455 als Getreidemahlmühle, 1937 stillgelegt)
- Damm-Mühle (Getreidemahlmühle, 1874 abgebrochen)
- Silberhammer (Münze) (1622 zur Münzprägung, 1898 abgebrochen)
- Nudelmühle (1773 erbaut, 1912 abgebrochen)
- Tabakmühle (vor 1774 erbaut, um 1800 abgebrochen)
- Schmelzmühle (1606 erbaut, 1899 abgebrochen)
- Schleifmühle (um 1623 als Eisenhammer erbaut, später Glashütte und Schleifmühle, 1862 abgebrochen)